# Таня Тагак
Таня Тагак-Ґіліс (англ. Tanya Tagaq Gillis, нар. 5 травня 1975) — канадська виконавиця горлового співу, авторка пісень та письменниця інуїтського походження.

## Життєпис
Відвідувала школу в Кеймбридж-Бей на острові Вікторія (Нунавут). У віці 15 років переїхала у Єлловнайф (Північно-західні території), де вступила до École Sir John Franklin High School. Саме там Тагак почала практикувати горловий спів. Пізніше, вивчаючи образотворче мистецтво у Nova Scotia College of Art and Design, вона розробила власний стиль, співаючи сольно, в той час як інуїтський горловий спів традиційно виконується двома жінками в дуеті.
Тагак часто виступала на фестивалях фолк-музики в Канаді, але широкому загалу вона стала відомою після роботи над кількома треками з альбому Medulla ісландської співачки Б'єрк.
Найуспішніший альбом Тагак під назвою Animism відзначений двома преміями: 2014 Polaris Music Prize та 2015 Juno Awards (номінація Aboriginal Album of the Year). У 2018 році вийшла друком дебютна книга під назвою Split Tooth («Розколотий зуб») — історія життя дівчини-підлітка, яка живе на території Нунавут у 1970-х роках. У 2019 книга перемогла в англомовній номінації канадської літературної премії Indigenous Voices Awards.

## Активізм
У березні 2014 Еллен Дедженерес пожертвувала 1.5 млн американських доларів Товариству захисту тварин Сполучених Штатів, яке критикує полювання на тюленів у Канаді. У відповідь на це в мережі з'явилися так-звані «sealfies» («сілфі», від англ. seal — тюлень, по аналогії з «селфі») — користувачі публікували світлини, де вони їдять тюленяче м'ясо та носять одяг з тюленячої шкіри. Тагак — активна захисниця традиційного для інуїтів полювання на тюленів — не лишилася осторонь і поділилася у Твітері фотографією власної доньки біля мертвого тюленя. Це спричинило негативну реакцію серед захисників прав тварин і в результаті призвело навіть до погроз самій Тагак.
Тагак також відома підтримкою руху MMIW (Missing and Murdered Indigenous Women). На церемонії вручення премії Polaris 2014 вона виступала на фоні екрану, на якому прокручувався список імен зниклих та вбитих корінних жінок.

## Дискографія
- Sinaa (2005) — включає спільний з Б'єрк трек під назвою Ancestors
- Auk/Blood (2008)
- Anuraaqtuq (2011) — концертний альбом
- Animism (2014)
- Retribution (2016)
- Tongues (2022)